# برخاباد
برخاباد (به اسپانیایی: Borjabad) یک دهستان در اسپانیا است که در سریا واقع شده‌است.

## خصوصیات
برخاباد ۲۳ کیلومترمربع مساحت و ۵۶ نفر جمعیت دارد.